# Frederik Elias Ahlfvengren
Frederik Elias Ahlfvengren (1862 - 1921) foi um botânico sueco .